# Nessuno mi capisce
Nessuno mi capisce (Nadie me entiende) è una serie televisiva cilena di 13 episodi di una durata di 25 minuti ciascuno. In Italia la serie è stata trasmessa nel 2009 da RaiSat Smash Girls, in seguito replicata nel 2010 da Rai Gulp.